# Surtees
Surtees – dawny brytyjski konstruktor samochodowy Formuły 1. Jego bolidy zadebiutowały w wyścigu o Grand Prix Wielkiej Brytanii 18 lipca 1970 roku, a w ostatnim wyścigu walczyły o Grand Prix Kanady 8 października 1978 roku. Brały udział w 119 wyścigach, dwukrotnie wywalczyły miejsce na podium i zdobyły 53 punkty do klasyfikacji konstruktorów.